# Cetinjski vjesnik
Cetinjski vjesnik (crnogor. orig. Цетињски вјесник) politički list, izlazio na Cetinju srijedom i subotom od 1908. do 1915. godine, financirala ga Vlada Kraljevine Crne Gore, odnosno crnogorsko Ministarstvo vanjskih poslova i radi suprotstavljanja anticrnogorskoj propagandi koju je sustavno širila Kraljevina Srbija.
Glavni urednici su bili:
- Božo Novaković (1908. – 1911.), Lazar Čobeljić (1911. – 1914.) a  (1914. – 1915.) Radomir Krivokapić, Jovan Nikolić, Milan Pavolović i Marko Dragović.

Vlasnik i odgovorni urednik bio je Lazar Čobeljić.
Od rujna 1913. Cetinjski vjesnik je preimenovan u Vjesnik.
Posljednji broj ovih novina je tiskan 24. prosinca 1915. godine.

## Vanjske poveznice
- "Cetinjski vjesnik", digitalno izdanje svih brojeva  Arhivirana inačica izvorne stranice od 30. lipnja 2016. (Wayback Machine)
- "Cetinjski vjesnik" o elektrificiranju Cetinja (21. svibanj 1910.)